# Herbert Morrison
Pour les articles homonymes, voir Morrison.
Herbert Stanley Morrison, baron Morrison of Lambeth, né le 3 janvier 1888 dans le quartier de Stockwell à Londres et mort le 6 mars 1965 dans le quartier de Peckham dans la même ville, est une personnalité politique britannique membre du Parti travailliste qui a occupé plusieurs fonctions au sein du Cabinet.

## Biographie
Il perd l'usage de son œil droit pendant son enfance à cause d'une infection optique. Comme objection de conscience, il a travaillé comme un jardinier à Letchworth pendant la Première guerre mondiale. Il est élu comme député du Parti travailliste en 1924, mais perd son siège l'année suivante. Réélu en 1929, au cours de l'entre-deux-guerres, il est Ministre des Transports au cours de la période de gouvernement travailliste de 1929-1931. Après avoir perdu son siège de député en 1931, il est à la tête du London County Council dans les années 1930. De retour à la chambre des Communes en 1935, il est battu par Clement Attlee pour l'élection du chef du Parti travailliste, mais plus tard sert comme Secrétaire d'État à l'Intérieur dans la coalition au pouvoir durant la Seconde Guerre mondiale.
Morrison organise la victoire travailliste lors de la campagne électorale de 1945. Il est ensuite Chef de la Chambre des Communes et vice-Premier ministre des gouvernements Attlee entre 1945 et 1951. Attlee, Morrison, Ernest Bevin, Stafford Cripps et (au début), Hugh Dalton forment le "Big Five" qui domine ces gouvernements. Morrison supervise le programme de nationalisations du Labour, bien qu'il s'oppose aux propositions d'Aneurin Bevan d'une nationalisation des services hospitaliers dans le cadre de la mise en place du National Health Service. Morrison développe ses idées sociales du travail dans la politique locale, en soulignant l'importance des travaux publics pour faire face au chômage. Dans la dernière année de gouvernement d'Attlee, Morrison est Foreign Secretary.
Morrison est pressenti pour succéder à Attlee en tant que leader du Labour. Cependant, Attlee, qui ne l'apprécie pas, garde la tête du parti jusqu'en 1955. Morrison, considéré comme trop vieux, est troisième lors de l'élection du chef du Parti travailliste de 1955. Il appartient à l'aile droite de son parti.